# Thin群 (圍長)
數學上，一個群稱為thin，如果以任意有限生成集合導出的凱萊圖的圍長，有一個有限上界。一個不是thin的群稱為fat。
給定群的一個生成集合，考慮由之導出的凱萊圖。圖的頂點是群的元素。當一個元素是另一個元素乘以一個生成元時，將兩個元素的對應頂點用一條邊相連。這個圖是連通圖，也是頂點傳遞的。圖中的道路對應於用生成元寫成的字。
如果凱萊圖中有一個給定長度的圈，則有一個相同長度的圈包含單位元。所以這個圖的圍長是化約為單位元的非平凡字的最短長度。
若凱萊圖中沒有圈，其圍長定為無限。
群G關於生成集合X的圍長記為U(X,G)。
凱萊圖的圍長依賴於生成集合。一個群是thin，如果對任意有限生成集合，圍長都有一個上界。
設{\displaystyle \mathbf {X} _{G}}為群G的有限生成集合族，記G的圍長為
{\displaystyle U(G)=\sup _{X\in \mathbf {X} _{G}}U(X,G)}
若{\displaystyle U(G)<\infty }，則G是thin。

## 與thin群有關的性質
- 任何有限群都是thin。
- 任何自由群都是fat。
- 循環群的圍長不大於該群的目。
- 非循環的阿貝爾群的圍長不大於4，因任意兩個生成元都可交換，而這交換關係給出一個長度為4的非平凡字。
- 二面體群的圍長是2。
- 所有可解群都是thin。

## 外部連結
- Schleimer, S. A preliminary paper on girth of groups